# Williams FW22
Williams FW22 — гоночний автомобіль команди Формули-1 WilliamsF1, що виступав в сезоні 2000 року. Сезон 2000 відзначився початком співпраці з BMW як постачальником двигунів, яка буде тривати наступні 5 років.
За команду у цьому сезоні виступав молодий, проте досвідчений німець Ральф Шумахер та новачок англієць Дженсон Баттон, який став наймолодшим пілотом, якому вдалося набрати залікові бали у гонці після фінішу на 5 місці на Гран-прі Бразилії. Ральф Шумахер зміг тричі піднятися на подіум протягом сезону, що дозволило команді посісти третє місце у Кубку конструкторів за підсумками сезону.
Williams FW22 мав повністю іншу кольорову гамму від боліду Williams FW21 1999 року. Причиною цього була зміна спонсорів та прихід до команди концерну BMW.

## Результати виступів у Формулі-1
| Рік  | Шасі          | Двигун           | Шини | №  | Пілоти  | Австралія | Бразилія | Сан-Марино | Велика Британія | Іспанія | Європейський Союз | Монако | Канада | Франція | Австрія | Німеччина | Угорщина | Бельгія | Італія | США  | Японія | Малайзія | Очки | КК |
| ---- | ------------- | ---------------- | ---- | -- | ------- | --------- | -------- | ---------- | --------------- | ------- | ----------------- | ------ | ------ | ------- | ------- | --------- | -------- | ------- | ------ | ---- | ------ | -------- | ---- | -- |
| 2000 | Williams FW22 | BMW E41 3.0, V10 | B    |    |         | АВС       | БРА      | САН        | ВЕЛ             | ІСП     | ЄВР               | МОН    | КАН    | ФРА     | АВТ     | НІМ       | УГО      | БЕЛ     | ІТА    | США  | ЯПО    | МАЛ      | 36   | 3  |
| 2000 | Williams FW22 | BMW E41 3.0, V10 | B    | 9  | Шумахер | 3         | 5        | Схід       | 4               | 4       | Схід              | Схід   | 14     | 5       | Схід    | 7         | 5        | 3       | 3      | Схід | Схід   | Схід     | 36   | 3  |
| 2000 | Williams FW22 | BMW E41 3.0, V10 | B    | 10 | Баттон  | Схід      | 6        | Схід       | 5               | 17      | 10                | Схід   | 11     | 8       | 5       | 4         | 9        | 5       | Схід   | Схід | 5      | Схід     | 36   | 3  |